# 11-я моторизованная пулемётно-артиллерийская бригада
11-я моторизованная пулемётно-артиллерийская бригада (11мсбр) — воинское соединение в РККА Вооружённых Сил СССР до Великой Отечественной войны.

## История
Сформирована в ноябре 1940 года в ПрибОВО по директиве НКО № орг/1/106610 от 4 ноября 1940 года по штатам № 05/100-05/112.
В марте 1941 года переформирована в 188-ю стрелковую дивизию.

## Состав
- 583-й артиллерийский полк
- стрелково-пулемётный батальон
- пулемётный батальон. Командир — старший лейтенант Иван Андреевич Кудряшов.
- пулемётный батальон. Командир — капитан Борис Исаевич Гальперин.
- пулемётный батальон. Командир — старший лейтенант Максим Ефимович Ершов.
- 317-й отдельный сапёрный батальон. Командир — старший лейтенант Сергей Петрович Николаев.
- 406-й отдельный зенитно-артиллерийский дивизион
- 238-й медицинско-санитарный батальон
- 242-й автотранспортный батальон
- отдельная рота связи. Командир — лейтенант Яков Яковлевич Шевелев.
- танко-огнемётная рота. Командир — лейтенант Петр Романович Воронин.

## Командование
Командиры:
- полковник Александр Владимирович Богданов (26.11.1940-11.12.1940),
- полковник Орленко, Тимофей Семёнович

Начальник штаба:
- Батицкий, Павел Фёдорович (12.1940-03.03.1941).

Начальник разведывательного отделения
- майор Мелешкевич, Матвей Константинович (16.12.1940-5.03.1941).